# Općina Debar
Općina Debar  (makedonski: Општина Дебар, albanski: Komuna e Dibrës) je jedna od 80 općina Sjeverne Makedonije koja se prostire na zapadu Sjeverne Makedonije. 
Upravno sjedište ove općine je grad Debar.

## Zemljopisne osobine
Općina Debar graniči s teritorijem općine: Mavrovo i Rostuša na sjeveroistoku, te s općinom Kičevo na jugoistoku, s općinom Centar Župa graniči na jugu, a s državom Albanijom na zapadu.
Ukupna površina Općine Debar je 145.67 km².

## Stanovništvo
Općina Debar ima 19 542 stanovnika. Po popisu stanovnika iz 2002.  nacionalni sastav stanovnika u općini bio je sljedeći; .

## Naselja u Općini Debar
Ukupni broj naselja u općini je 18, od toga je 17 sela i jedan grad Debar.

## Pogledajte i ovo
- Debar
- Debarsko jezero
- Crni Drim
- Sjeverna Makedonija
- Općine Sjeverne Makedonije

## Vanjske poveznice
- Općina Debar na stranicama Discover Macedonia